# St-François-des-Cordeliers

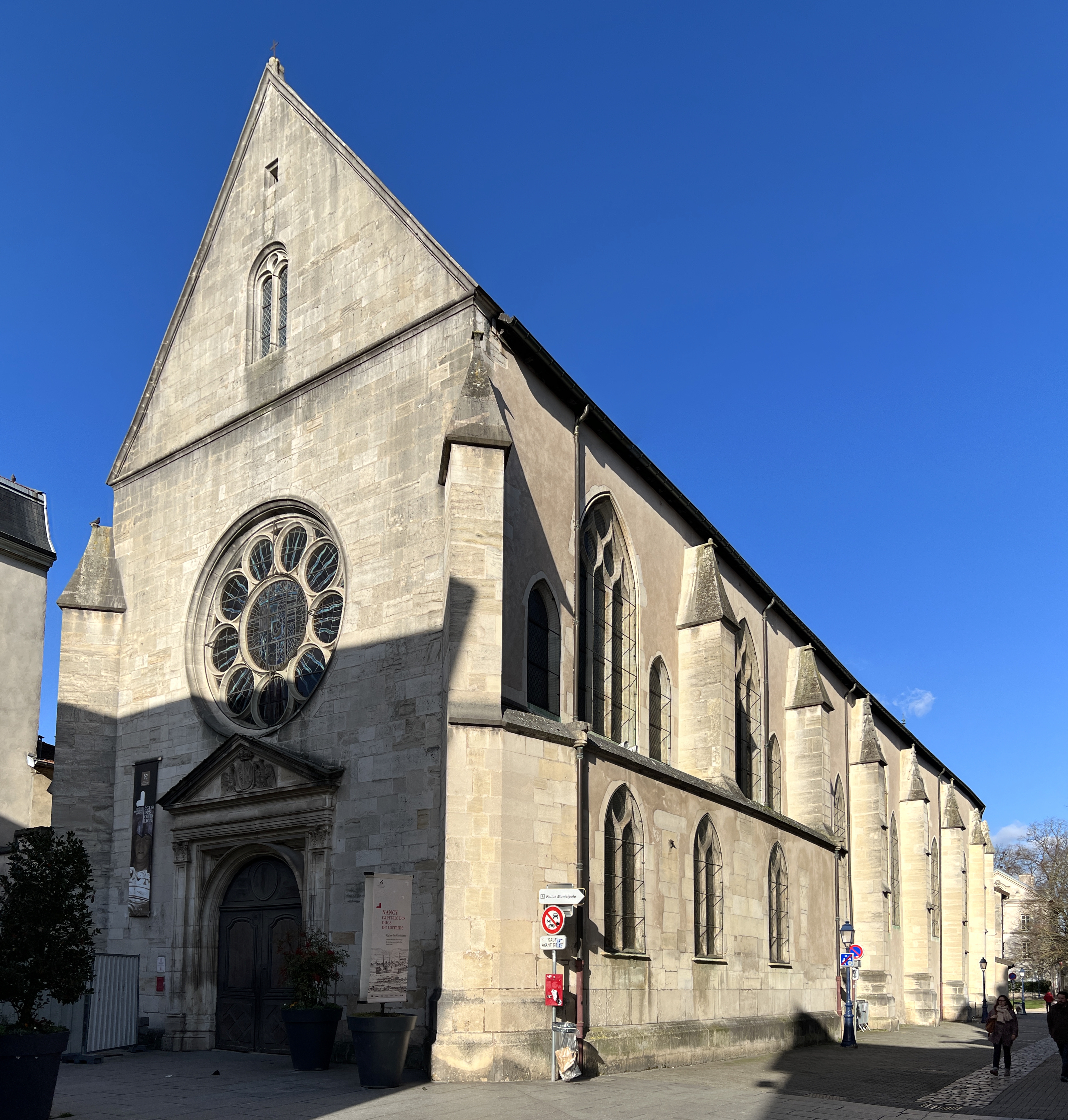
Außenansicht

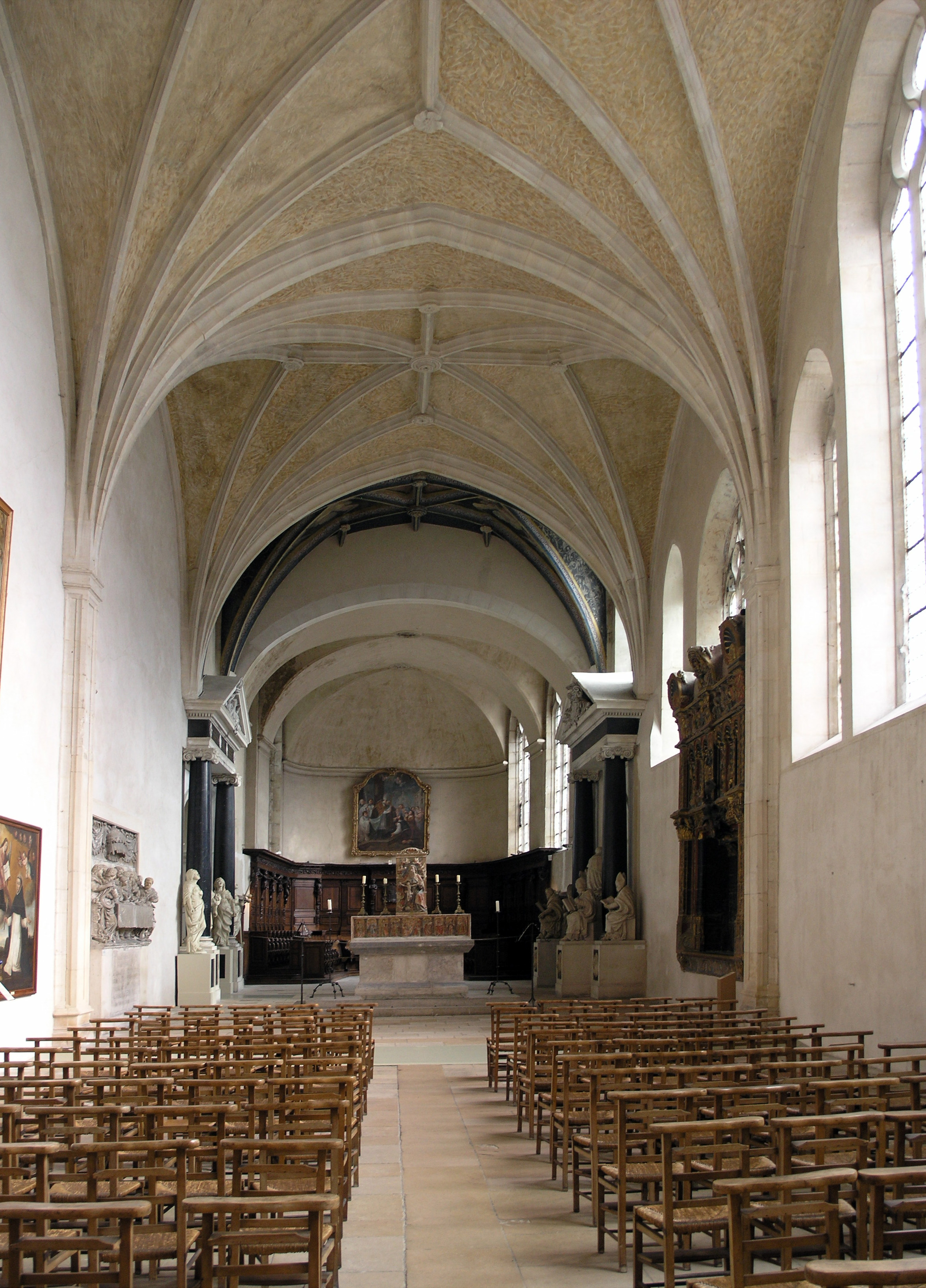
Innenansicht

Die Kirche Saint-François-des-Cordeliers oder Église des Cordeliers (deutsch: Minoritenkirche) in Nancy ist die Grablege der Herzöge von Lothringen. Sie befindet sich unmittelbar neben dem Herzogspalast. Das angrenzende Konventsgebäude ist heute Teil des Musée Lorrain.

## Geschichte
Die Kirche wurde unter Herzog René II. nach der Schlacht bei Nancy 1477 etwa zeitgleich wie der benachbarte Palast gebaut und 1487 geweiht. Die Kirche war als Grablege der Herzöge gedacht, die bis dahin in der heute nicht mehr existierenden Stiftskirche Saint-Georges bestattet wurden.
Die Erzherzogin Marie-Antoinette besuchte die Kapelle auf dem Weg zu ihrem zukünftigen Ehemann Ludwig XVI. 1951 fand hier die Hochzeit Ottos von Habsburg statt, 2001 die Feierlichkeiten zu seiner Goldhochzeit.

## Architektur
Die außen äußerst sachlich gestaltete Kirche ist 73 Meter lang und nur neun Meter breit. Das einzige Kirchenschiff war mit zahlreichen Fenstern und Fresken geschmückt, von denen eines an einem Joch in Höhe des Chors erhalten ist.
Auf der Seite des Schiffs befinden sich die Grabnischen der Herzöge, darunter die des Herzogs René II. Unter den Grabstätten ist die der Philippa von Geldern, der Ehefrau Renés II., aufgrund ihrer Ausgestaltung durch Ligier Richier bemerkenswert. Des Weiteren finden sich hier die Gräber von Henri III. de Vaudémont, Antoine de Vaudémont und Marie d’Harcourt (1398–1476) sowie das des Kardinals Charles de Lorraine de Vaudémont, das von Florent Drouin stammt. Der Kupferstecher Jacques Callot und der Maler Jean Le Clerc sind ebenfalls in der Kirche bestattet. Der Altar ist mit einem mehrfarbigen Retabel aus dem Jahr 1522 versehen, die große Rosette aus der Zeit des Klassizismus zeigt das Wappen Lothringens. Das hölzerne Chorgestühl aus dem Jahr 1691 wurde im 19. Jahrhundert aus der Abtei Salival dorthin gebracht.
Die an den Chor anschließende Kapelle stammt aus den Jahren 1609 bis 1612 und wurde im Stil des italienischen Barock gebaut. Sie besitzt eine Kuppel mit einem Trompe-l’œil versehen. Diese Kapelle enthält die Gräber der letzten Herzöge von Lothringen aus der Familie Habsburg-Lothringen.